# Solução tampão
Solução tampão é uma solução aquosa capaz de resistir a mudanças de pH quando ácidos ou bases são adicionados. Tampões são formados pela mistura de ácidos fracos e suas bases conjugadas em uma solução de pH próximo ao pKa do ácido. Alternativamente, podem ser formados por uma base fraca e seu ácido conjugado. A capacidade tamponante de um sistema tampão depende da concentração dos seus componentes. Sistemas tampões são extremamente importantes em fluidos biológicos, tendo também grande importância em diversas áreas da industria, já que o grau de ionização pode afetar a estabilidade de moléculas e consequentemente suas funções.

## Conceito e funcionamento
Soluções tampão resistem a mudança de pH por conta do equilíbrio químico entre um ácido fraco (HA) e sua base conjugada (A-).
HA ⇌ H+ + A−
Quando algum ácido forte é colocado na solução, o equilíbrio é deslocado para a esquerda de acordo com o Princípio de Le Châtelier. Dessa forma, o aumento líquido da concentração de H+ é menor do que o esperado pela quantidade de ácido forte colocado, já que uma parte do H+ colocado foi usado para formar HA, assim retornando o equilíbrio químico.
Note que esse mecanismo requer necessariamente um ácido/base fraco(a). Já que em ácidos/bases fortes uma das vias do equilíbrio é desprezível, assim não havendo deslocamento de equilíbrio ao adicionar compostos que alteram o pH da solução e consequentemente, não havendo efeito tamponante.

## Constante de dissociação
A reação de dissociação citada anteriormente (HA ⇌  H+ + A-) é caracterizada por sua constante de equilíbrio Keq, que é definida pela razão entre a concentração dos produtos (H+ + A-) e do reagente HA no estado de equilíbrio da reação.
{\displaystyle K_{eq}={\frac {[H^{+}][A^{-}]}{[HA]}}}
Em uma reação ácido base, a constante de equilíbrio é conhecida como constante de dissociação e exprime o grau de dissociação ou ionização de um ácido ou de uma base. Essa constante é uma grandeza adimensional que representa a afinidade relativa do próton dos pares conjugados ácido-base. Quanto maior o Keq, maior é a tendência do composto HA de dissociar seus prótons.
A constante de dissociação de ácidos, Ka, é usada para definir a força de um ácido. Já que a força dos ácidos é medida pela sua capacidade de ionização, ou seja, transferir prótons para a água. Aqueles que apresentam constantes de dissociação menores do que a do H3O+ (que, por definição, é igual a uma unidade), ionizam-se apenas parcialmente em soluções aquosas e são conhecidos como ácidos fracos (Ka<1). Já ácidos fortes ficam completamente ionizados em solução aquosa. Da mesma forma, não existe base que seja mais forte, em solução aquosa, que OH-, de modo que bases que se apresentam pouco dissociadas em água são as bases fracas.

## Ionização da água e pH
A água é uma molécula neutra com leve tendência a ionizar-se.  A ionização (dissociação) da água pode ser vista de forma simplificada no exemplo abaixo:
H2O ⇌ H+ + OH-
Em uma solução, os prótons não ficam livres e sim associados a uma molécula de água sob a forma de íon hidrogênio, podendo originar estruturas com as fórmulas H3O+, H502+, H703+ e assim por diante. Simplificadamente, esses íons são representados por H+. Conforme visto no exemplo, outro produto de ionização da água são íons hidróxido (OH-). Portanto, quando ácidos fortes transferem seus prótons para a molécula de água, ocorre a formação de um ácido forte, por exemplo o H3O+. A ionização da água é descrita pela constante de dissociação (K).
Kw = [H+][OH-]
O valor do produto da constante de ionização da água (Kw) é de 10 -14 a 25 °C. A água pura contém quantidades equimoleculares de H+ e OH-, de forma que [H+]=[OH]= √(Kw) = 10 -7, e é considerada neutra. As soluções com [H+] > 10 -7 são chamadas de ácidas e as com [H+] < 10 -7 M são chamadas de básicas.  Em 1909, foi elaborado por Søren Sørensen uma medida mais prática para medir os valores de [H+] das soluções, chamada de potencial hidrogeniônico (pH).
{\displaystyle pH=-log[H+]=log{\dfrac {1}{[H+]}}}
Sendo assim, quanto menor a concentração de [H+] em uma solução, maior será o seu pH (mais básico) e quando maior for a concentração de [H+], menor será o pH da solução (mais ácido).  Os valores de pH diferem dentre as diversas substâncias presentes na natureza, conforme é possível observar na tabela abaixo.
| Diferentes substâncias    | Valor do pH |
| Suco gástrico no estômago | 1,0-2,0     |
| Suco de limão             | 2,4         |
| Urina                     | 4,8-7,5     |
| Leite                     | 6,5         |
| Amoníaco                  | 12          |
| Água do mar               | 8           |
| Sangue                    | 7,4         |

## Equação de Henderson-Hasselbalch
Considere uma reação química simples reversível: A+B ↔ C+D.  A posição de equilíbrio dessa reação, ou seja, quando a formação de C+D é equivalente a formação de A+B, é determinada por um valor denominado constante de equilíbrio (K ou Keq), que é característica de cada reação. A constante de equilíbrio é calculada como:
{\displaystyle K_{eq}={\frac {[C][D]}{[A][B]}}}
Aonde [A],[B],[C] [D] representam as concentrações dos componentes da reação no estado de equilíbrio.
Uma reação acido-básica pode ser descrita como HA ↔ H+ +A-. Nesse tipo de reação, o ácido (HA) se dissocia em íon (A-), também referido como base conjugada, e próton (H+ ou H3O+), também denominado ácido conjugado (pela definição de Johannes Bronsted e Thomas Lowry). Portanto, a constante de equilíbrio de uma reação ácido-básica é descrita da seguinte forma:
{\displaystyle K_{a}={\frac {[H^{+}][A^{-}]}{[HA]}}}
Como trata-se de uma dissociação, a constante de equilíbrio desse tipo de reação é chamada de constante de dissociação (Ka ou K).
Sabemos que quanto maior a concentração de prótons H+ em uma solução, maior será sua acidez, e, portanto, menor será o seu valor de pH. Isso pode ser determinado numericamente do seguinte modo:
{\displaystyle {[H^{+}]}=K_{a}{\frac {[HA]}{[A^{-}]}}}
Assim como os valores de [H+], os valores de Ka dos ácidos fracos (ácidos utilizados em soluções tampões) são extremamente pequenos, sendo expressos na forma de notação científica. Devido a isso, por conveniência matemática, esses valores são trabalhados na equação em sua forma logarítmica:
{\displaystyle -log[H+]=-logKa+log{\frac {[A-]}{[HA]}}}
Define-se - log[H+] = pH, e - log Ka = pKa. Portanto:
{\displaystyle pH=pKa+log{\frac {[A-]}{[HA]}}}
A equação acima é denominada Equação de Henderson-Hasselbalch. Esta equação demonstra que o valor do pH = pKa de um ácido, quando as concentrações do ácido e de sua base conjugada são iguais. O pKa, portanto, representa o valor logarítmico da constante de dissociação (constante de equilíbrio) de um ácido fraco em sua base e ácido conjugado. A equação de Henderson-Hasselbalch pode ser usada para calcular a o pH final de uma solução tampão, após a adição de alguma substância que muda o pH.
Por exemplo:
{\displaystyle {\ce {CH3COOH <=> H3COO- + H+}}}
Nessa reação, o ácido acético, um ácido fraco, dissocia-se em íon acetato e H+. A constante de dissociação (Ka) desse ácido é 1,74.10-5, portanto seu pKa é 4,76. Assim, de acordo com a reação de Henderson-Hasselbalch, o pH de uma solução de ácido acético será igual a 4,76 quando as concentrações de CH3COO- e H+ forem iguais.
Ácidos polipróticos, que possuem mais de um grupo ácido básico, possuem mais de um valor de pKa, devido a esses múltiplos grupos dissociáveis. Para diferenciar os pKs de um mesmo ácido poliprótico, esses são enumerados de acordo com o grupamento que é ionizado primeiro. Por exemplo, o H3PO4 possui 3 pKs. O pK1 refere-se ao íon H2PO4-, o pK2 ao HPO42- e o pK3 ao íon PO43- .
Em soluções tampão formadas por ácido fracos, a adição de uma base forte causa poucas oscilações ao pH desta solução, devido a reação entre os componentes da base adicionada com os íons dissociados do ácido, formando sal e água, que são substâncias que não alteram o pH.
Exemplo:
{\displaystyle {\ce {CH3COOH + NaOH <=> CH3COONa + H2O}}}
Nesse exemplo, o íon Na+ reagiu com a base conjugada formando acetato de sódio(CH3COONa) e o grupo OH- e o H+ formaram H2O.

## Curvas de titulação
Os microambientes biológicos são sítios onde ocorrem uma série de reações químicas que dependem de uma determinada concentração de íons H+. Pequenas alterações nessas concentrações são capazes de alterar a atividade de enzimas e o rendimento de reações, podendo ser nocivas para os sistemas biológicos que dependem desses eventos. Portanto, é de extrema importância considerar que sistemas biológicos precisam estar inseridos em ambientes refratários a alterações de pH.
           As curvas de titulação mostram a quantidade de um ácido fraco (ou base fraca) em um determinado meio, e como esse ácido se comporta com a adição de pequenas quantidades de uma base forte (ou ácido forte). Na figura abaixo, vemos o comportamento do ácido acético com a adição de quantidades crescentes da base forte NaOH, por exemplo:

Curva de titulação de um ácido fraco (exemplo ácido acético), mostrando a zona de tamponamento em torno do pKa.

A adição de pequenas quantidades de base altera a relação entre ácido acético e acetato (base conjugada), de acordo com a constante de ionização do ácido. E relação entre as formas e o pH é descrita pela Equação de Henderson-Hasselbalch, e o intervalo em torno de uma unidade de pH acima ou abaixo do pKa do ácido é considerado o intervalo de tamponamento da solução.
           O ácido fraco possui certa afinidade pelo seu íon H+ (medida pelo pKa do ácido), e portanto, em solução, está somente parcialmente dissociado. Já o ácido forte ou base forte possuem uma afinidade fraca por seus íons H+ ou OH-, respectivamente, estando quase completamente dissociados em solução. A constante de dissociação do ácido acético é representada por: Ka = [CH3COO-] [H+] / [CH3COOH]. No exemplo da figura, conforme o NaOH vai sendo adicionado, seu íon OH- sequestra os prótons H+ do ácido, deslocando a reação de dissociação do ácido acético para a direita, ou seja, no sentido da reposição do próton. Dessa forma, as concentrações permanecem em uma relação que mantenha a equação da constante de dissociação com suas proporções originais. No ponto de inflexão da curva, onde 0,5 equivalentes de OH- foram adicionados, temos metade do ácido na sua forma dissociada e metade na forma não dissociada, igualando as concentrações do aceptor de prótons [CH3COO-] e do doador de prótons [CH3COOH]. Este é o ponto em que o pH é exatamente igual ao pKa (4,76). Conforme mais OH- é adicionado, o ácido acético se dissocia até que todos os prótons tenham reagido com o OH- para formar acetato e água. Qualquer quantidade de NaOH adicionada a partir desse ponto vai interferir diretamente no pH da solução, aumentando-o rapidamente. A região laranja da figura representa a faixa de tamponamento, onde mesmo aumentando os equivalentes de OH-, o pH não é alterado bruscamente. Por isso, o ácido acético pode ser considerado uma solução tampão na faixa de pH de 4 a 5,7. Uma regra geral é que ácidos ou bases fracas costumam ser bons tampões em um intervalo de pH entre uma unidade abaixo e uma unidade acima de seu valor de pK.
           Os diferentes ácidos e bases possuem diferentes pKs e, consequentemente, faixas de tamponamento diferentes. Várias biomoléculas possuem mais de um grupo acidobásico, e, portanto, mais de um valor de pK e faixa de tamponamento. Os ácidos polipróticos (mais de 1 próton ionizável), como o ácido fosfórico (H3PO4) e o ácido carbônico (H2CO3), podem servir de tampões em diferentes faixas de pH. Nesses casos, a dissociação do primeiro próton aumenta eletrostaticamente a afinidade dos outros por criar uma carga negativa na molécula. Isso “dificulta” a dissociação do segundo próton elevando seu pK e, portanto, aumentando a quantidade de OH- necessária para direcionar a reação no sentido da dissociação. O pK de cada próton define uma faixa de tamponamento diferente para a mesma molécula.

## Exemplos e aplicações
O pH da água pura é 7,0, enquanto as soluções com o pH < 7,0 são classificadas em ácidas e as de pH > 7,0 de básicas. Onde para uma solução de 1 mol/L de um ácido forte temos pH = 0 e para uma solução de 1 mol/L de uma base forte temos pH = 14. Quando duas soluções diferem em uma unidade de pH, quer dizer que elas diferem na [H+] por um fator de 10.
Se adicionarmos 1,0 mL de HCl 0,1 mol/L em 99,0 mL de água pura, observamos rapidamente que o seu pH passa de 7,0 para 3,0, ou seja, um aumento de 10 000 na [H+]. Se repetirmos a experiência, porém desta vez utilizando 1,0 mL de NaOH 0,1 mol/L, verificamos que o pH da água aumenta de 7,0 para 11,0, uma variação de 10 000 na [H+].
O mesmo experimento descrito acima, se realizado em uma solução tampão contendo íons fosfato monoácido (HPO42-) e fosfato diácido (H2PO4-) de pH = 7,0, resulta em uma observação completamente diferente do constatado com a água pura. Do contrário, observa-se que na adição tanto de 1,0 mL de HCl quanto de 1,0 mL de NaOH a 99 mL da solução tampão, não há alterações do pH da mesma, o qual permanece em 7,0.
Essa propriedade das soluções tampões, em resistir a mudança de pH na adição de pequenas quantidades de ácidos ou bases fortes, lhes confere uma extrema funcionalidade tanto experimental quanto fisiológica, abrindo espaço para uma grande gama de aplicações. Em especial, podemos destacar sua atuação em:

#### Sistemas Biológicos
Essa propriedade das soluções tampões, em resistir a mudança de pH na adição de pequenas quantidades de ácidos ou bases fortes, lhes confere uma extrema funcionalidade tanto experimental quanto fisiológica. Por exemplo: O sangue faz uso do sistema de tampão baseado na dissociação do ácido carbônico (H2CO3), para a manutenção do seu pH em 7,4. Vale ressaltar que o dióxido de carbono (CO2) se dissolve em soluções aquosas, como o sangue, e uma vez dissolvido gera o ácido carbônico, que por sua vez, reage para produzir o íon bicarbonato, HCO3- segundo as reações abaixo:
- CO2(g) ⇌ CO2(aq)
- CO2(aq) + H2O(l) ⇌ H2CO3(aq)
- H2CO3(aq) ⇌ H+(aq) + HCO3 (aq)

Equação líquida: CO2(g) + H2O(l) ⇌ H+(aq) + HCO3-(aq)
No sangue a maior parte do CO2 se encontra dissolvido, e na forma de HCO3-. Existe uma relação direta entre o pH do sangue e a pressão do gás dióxido de carbono nos pulmões.
O processo de respiração exerce um papel importante no tamponamento do sangue auxiliando na manutenção da concentração de íons H+, onde um aumento na taxa de respiração pode reduzir a concentração de H+ no sangue, e consequentemente elevando o pH do mesmo. Inicialmente o íon hidrogênio se liga ao íon bicarbonato, formando ácido carbônico. Um aumento na concentração do ácido carbônico eleva os níveis de dióxido de carbono dissolvidos e, por consequência, aumenta a concentração de dióxido de carbono gasoso nos pulmões. Uma alta taxa de respiração remove o excesso de dióxido de carbono dos pulmões, iniciando um deslocamento no equilíbrio das reações anteriores. O resultado é por fim, o decréscimo na concentração do hidrogênio no sangue, retornando o pH ao seu nível original.
Além disso, grandes alterações no pH do meio podem mudar drasticamente o funcionamento de uma enzima, num processo (normalmente irreversível) conhecido como desnaturação. Por conta disso, soluções tampão são grande importância em processos biológicos.

#### Industria Alimentícia e Cosmética
Soluções tampão são comumente usadas na industria alimentícia para o controle do pH de certos alimentos, melhor conservando-os e dificultando o desenvolvimento de micro organismos patogênicos. Também são usadas para preparar as condições certas para a síntese de certas tintas na industria cosmética. Tem grande importância também em processos de análise química e na calibração de pHmetros.

#### Tampões "Universais"
Ao combinar substancias de faixas de pH diferente, é possível criar uma solução com diversas faixas de tamponamento. Essas soluções são chamadas de Tampões Universais. Uma solução contendo Ácido cítrico, Fosfato monopotássico, Ácido bórico e Ácido barbitúrico dietílico pode ser feito para cobrir uma faixa de tamponamento de pH 3 até 8.

## Protocolos para preparação de Soluções Tampão

#### Escolhendo o Tampão
É importante observar as características do tampão para determinar se o mesmo é aplicável ou não para o experimento em questão. Alguns tampões podem interferir no sistema de reação, como por exemplo os tampões citrato e fosfato que não são recomendados para sistemas que são dependentes de cálcio. O Tris (hidroximetil) aminometano também é conhecido por ser agente quelante de cálcio e outros metais essenciais.

#### Preparação de Alguns Tampões Comuns em Sistemas Biológicos[1][2]
Tampão glicina-HCl: pH 2,2-3,6
1. 0,1 mol/L glicina: 7,5 g/L (peso molecular: 75,0)
2. 0,1 mol/L ácido clorídrico

Misture 50 mL de glicina e o volume indicado de ácido clorídrico e complete o volume para 100 mL com água destilada. Ajuste o pH final utilizando um pHmetro.
| Ácido Clorídrico (mL) | 44,0 | 32,4 | 24,2 | 16,8 | 11,4 | 8,2 | 6,4 | 5,0 |
| pH                    | 2,2  | 2,4  | 2,6  | 2,8  | 3,0  | 3,2 | 3,4 | 3,6 |

Tampão Citrato: pH 3,0-6,2
1. 0,1 mol/L ácido cítrico: 19,21 g/L (peso molecular: 192,1)
2. 0,1 mol/L citrato de sódio di-hidratado: 29,4 g/L (peso molecular: 294,0)

Misture as soluções de ácido cítrico e de citrato de sódio nas proporções indicadas e complete o volume para 100 mL com água destilada. Ajuste o pH final utilizando um pHmetro.
| Ácido Cítrico (mL)    | 46,5 | 40,0 | 35,0 | 31,5 | 25,5 | 20,5 | 16,0 | 11,8 | 7,2  |
| Citrato de Sódio (mL) | 3,5  | 10,0 | 15,0 | 18,5 | 24,5 | 29,5 | 34,0 | 38,2 | 42,8 |
| pH                    | 3,0  | 3,4  | 3,8  | 4,2  | 4,6  | 5,0  | 5,4  | 5,8  | 6,2  |

Tampão fosfato: pH 5,8-8,0
1. 0,1 mol/L fosfato de sódio monobásico: 13,8 g/L (mono-hidratado, peso molecular: 138,0)
2. 0,1 mol/L fosfato de sódio dibásico: 26,8 g/L (hepta-hidratado, peso molecular: 268,0)

Misture as soluções de fosfato monobásico e dibásico nas proporções indicadas e complete o volume para 200 mL com água destilada. Ajuste o pH final utilizando um pHmetro.
| Fosfato de Sódio Monobásico (mL) | 92,0 | 81,5 | 73,5 | 62,5 | 51,0 | 39,0 | 28,0 | 19,0 | 13,0 | 8,5  | 5,3  |
| Fosfato de Sódio dibásico (mL)   | 8,0  | 18,5 | 26,5 | 37,5 | 49,0 | 61,0 | 72,0 | 81,0 | 87,0 | 91,5 | 94,7 |
| pH                               | 5,8  | 6,2  | 6,4  | 6,6  | 6,8  | 7,0  | 7,2  | 7,4  | 7,6  | 7,8  | 8,0  |

Tampão Tris-HCl; pH 7,2 – 9,0
1. 0,1 mol/L tris(hidroximetil)aminometano: 12,1 g/L (peso molecular: 121,0)
2. 0,1 mol/L ácido clorídrico

Misture 50 mL de tris(hidroximetil)aminometano e o volume indicado de ácido clorídrico e complete o volume para 200 mL com água destilada. Ajuste o pH final utilizando um pHmetro.
| Ácido Clorídrico (mL) | 44,2 | 41,4 | 38,4 | 32,5 | 21,9 | 12,2 | 5,0 |
| pH                    | 7,2  | 7,4  | 7,6  | 7,8  | 8,2  | 8,6  | 9,0 |

Para mais protocolos de tampões veja o link: https://www.med.unc.edu/pharm/sondeklab/files/resource-files/protein-purification-handbooks/buffers_calbiochem.pdf
Também é possível utilizar o vinagre branco (ácido acético) juntamente com hidróxido de sódio como uma solução tampão utilizando materiais de baixo custo.

## Leituras adicionais
Hamm LL, Nakhoul N, Hering-Smith KS. Acid-Base Homeostasis. Clin J Am Soc Nephrol. 2015 Dec 7;10(12):2232-42. doi: 10.2215/CJN.07400715. Epub 2015 Nov 23. In http://cjasn.asnjournals.org/content/10/12/2232.long
 Occhipinti R, Boron WF. Mathematical modeling of acid-base physiology. Prog Biophys Mol Biol. 2015 Jan;117(1):43-58. doi: 10.1016/j.pbiomolbio.2015.01.003. Epub 2015 Jan 22. In https://www.sciencedirect.com/science/article/pii/S0079610715000048?via%3Dihub
 Aoi W, Marunaka Y. Importance of pH homeostasis in metabolic health and diseases: crucial role of membrane proton transport. Biomed Res Int. 2014;2014:598986. doi: 10.1155/2014/598986. Epub 2014 Sep 11. In https://www.hindawi.com/journals/bmri/2014/598986/